# 重畳加算法
重畳加算法（ちょうじょうかさんほう、英: OverLap-Add method、略称：OA, OLA）とは、非常に長い信号 {\displaystyle \mathbf {x} } と FIRフィルタ {\displaystyle \mathbf {h} } の離散畳み込み {\displaystyle \mathbf {h} *\mathbf {x} } を分割して（効率的に）処理する手法である。
{\displaystyle {\begin{aligned}y[n]=(\mathbf {h} *\mathbf {x} )[n]=\sum _{m=0}^{M-1}h[m]\cdot x[n-m]\end{aligned}}}
ここで信号 {\displaystyle x[n]} は {\displaystyle n=1,\ldots ,N_{x}}、フィルタ {\displaystyle h[m]} は {\displaystyle m=0,\ldots ,M-1} 以外で0、また {\displaystyle M<N_{x}} である。
重畳加算法の基本アイデアは、長い信号 {\displaystyle \mathbf {x} } を区間長 {\displaystyle L} で区切り、複数の短い断片 {\displaystyle \mathbf {x} _{k}} と フィルタ {\displaystyle \mathbf {h} } に関する複数の畳み込みに分割して、訳注: 適切なブロック長のFFTの積として効率的に計算することにある。
{\displaystyle {\begin{aligned}x_{k}[n]\ &{\stackrel {\mathrm {def} }{=}}\ {\begin{cases}x[n+kL],&n=1,2,\ldots ,L\\0,&{\textrm {otherwise}}\end{cases}}\\x[n]&=\sum _{k}x_{k}[n-kL],\\\end{aligned}}}
離散畳み込み {\displaystyle (\mathbf {h} *\mathbf {x} )[n]} は、各区間の畳み込みの総和で表せる:
{\displaystyle {\begin{aligned}y[n]=(\mathbf {h} *\mathbf {x} )[n]&=\sum _{m=0}^{M-1}\left(h[m]\cdot \sum _{k}x_{k}[n-m-kL]\right)\\&=\sum _{k}(\mathbf {h} *\mathbf {x} _{k})[n-kL]\\\end{aligned}}}
ここで各区間の畳み込み {\displaystyle y_{k}[n]\ {\stackrel {\mathrm {def} }{=}}\ (\mathbf {h} *\mathbf {x} _{k})[n]}は 領域 [1, L+M-1] 以外で 0 であり、任意の {\displaystyle N\geq (L+M-1)} に関し、領域 [1, N] における {\displaystyle \mathbf {x} _{k}} と {\displaystyle \mathbf {h} } の {\displaystyle N}点巡回畳み込みと等価である。
重畳加算法のアドバンテージは、この巡回畳み込みが畳み込み定理により、次のような FFTの積の逆FFT として効率的に計算できる事にある:
ここで {\displaystyle {\textrm {FFT}}}と{\displaystyle {\textrm {IFFT}}}は（ブロック長 {\displaystyle N} の）高速フーリエ変換と逆高速フーリエ変換である。
FFTアルゴリズムによっては、（巡回畳み込み計算のために）FFTブロック長 {\displaystyle N} を調整する事が理に適っている。例えばCooley-Tukey型FFTアルゴリズム (radix-2アルゴリズム) を使う場合、2の冪乗のブロック長を選ぶと有利である:
{\displaystyle N=L+M-1=2^{p},\quad p\in \mathbb {N} }

## アルゴリズム

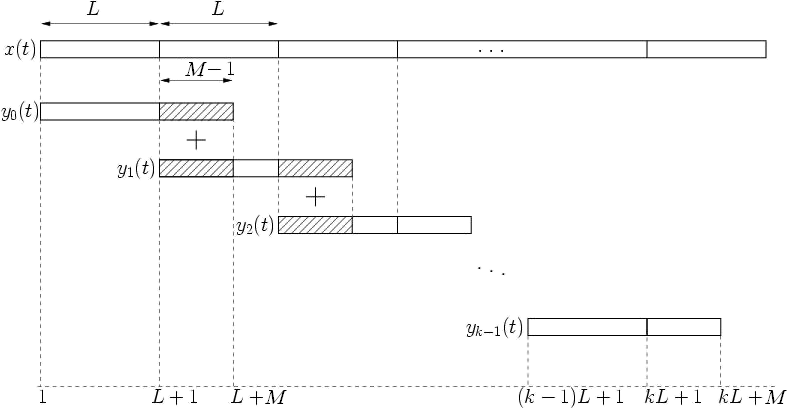
図1: 重畳加算法

図1に、重畳加算法のアイデアを示す。
1. 信号 {\displaystyle \mathbf {x} }（長さNx）を区間長　{\displaystyle L}　で区切り、オーバーラップの無い k 個の断片の列{\displaystyle \mathbf {x} _{k}}を得る。
2. 各区間について、断片 {\displaystyle \mathbf {x} _{k}}（長さ≦L）と フィルタ {\displaystyle \mathbf {h} } (長さM) のFFT結果の積をとり逆FFTして、区間毎の畳み込み結果 {\displaystyle \mathbf {y} _{k}} (長さ≦L+M-1) を得る。
（なお畳み込み結果は、元信号（区間長L）と比べてフィルタの長さ -1 だけ長くなり、オーバーラップが生じる）
3. 最終的な出力信号は、図に示すように、各区間の結果{\displaystyle \mathbf {y} _{k}} のオーバーラップ（重畳）部を加算しながら連結して得られる。

区間長{\displaystyle L}は、FFT開発初期にはしばしば効率上の理由でFFTのブロック長{\displaystyle N}が2の冪乗をとるよう調整されたが、更なる研究開発の結果、Nを大きな素数で素因数分解する効率的変換方法が明らかにされ、このパラメータに対する計算上の敏感さは低減された。 (訳注: FFTのブロック長{\displaystyle N}が2の冪乗の場合の計算量は{\displaystyle O(N\log _{2}{N})}、一般にブロック長が {\displaystyle N=\Pi {n_{i}}} と素因数分解できる場合の計算量は{\displaystyle O(N\sum {n_{i}})}であり、ブロック長{\displaystyle N}をゼロ・パディングで調整して計算量を最適化できる。)
アルゴリズムの疑似コードは以下の通りである:
<source>
```
   
アルゴリズム 1
 (
重畳加算法(OLA)による線形畳み込み
)
   使用するFFTアルゴリズムに応じてFFTブロック長 N と 分割区間長 L に最適値を設定
   H = FFT(h,N)       
(
ゼロ・パディングしたFFT
 )

   i = 1
   
while
 i <= Nx
       il = min(i+L-1,Nx)
       yt = IFFT( FFT(x(i:il),N) * H, N)
       k  = min(i+M-1,Nx)
       y(i:k) = y(i:k) + yt    
(
オーバーラップ区間を加算
 )

       i = i+L
   
end
```

<source>

## 巡回畳み込みへの応用
一般に信号 {\displaystyle \mathbf {x} } が周期的でその周期が {\displaystyle N_{x}} の場合、畳み込み結果{\displaystyle y[n]}も周期的で同じ周期をとる。
1. 1周期分の{\displaystyle y[n]}は、ちょうど1周期分の信号 {\displaystyle x[n]} (長さNx) と フィルタ{\displaystyle h[n]} (長さM) の畳み込みで得られる。ここでは前述のアルゴリズム 1を使う。
畳み込み結果{\displaystyle y[n]}は、区間 [M, Nx] で正しい。
2. 先頭のM-1個(区間[1, M-1])の値に、末尾のM-1個(区間[Nx+1, Nx+M-1])の値を加算すれば、区間 [1, Nx] が正しい畳み込み結果を表すようになる。

変更した疑似コードは以下の通りである:
```
   
アルゴリズム 2
 (
重畳加算法(OLA)による巡回畳み込み
)
   アルゴリズム 1 を評価
   y(1:M-1) = y(1:M-1) + y(Nx+1:Nx+M-1)
   y = y(1:Nx)
   
end

  【参考】
英語版記事初版
のアルゴリズム 2
   
(
アルゴリズム 1 の必要範囲を引用
 )

       使用するFFTアルゴリズムに応じてFFTブロック長 N と 分割区間長 L に最適値を設定
       H = FFT(h,N)       
(
ゼロ・パディングしたFFT
 )

   
(
ここまで引用
 )

   ML = floor((N-1)/L)    
(
未使用
 )

   i = Nx-L+1
   k = N - L
   while k >= 1
       il = i+L-1
       yt = IFFT( FFT(x(i:il,N)) * H )
       y(1:k) = y(1:k) + yt(N-k+1:N)
       k  = k-L
       i  = i-L
   end
```

## 計算量
畳み込みの計算コストは、操作に関わる複素数乗算の回数と関連付ける事ができる。主要な計算量はFFT演算によるもので、Radix-2アルゴリズム(訳注: ブロック長{\displaystyle N}が2の冪乗のアルゴリズム)を長さ{\displaystyle N_{x}=N}の信号に適用する場合およそ {\displaystyle C=(N\log _{2}{N})/2}回の複素数乗算が行われる。重畳加算法における複素数乗算の回数は、FFTとフィルタ乗算とIFFTを考慮して:
{\displaystyle C_{OA}=\left\lceil {\frac {N_{x}}{N-M+1}}\right\rceil N\left(\log _{2}N+1\right)\,}
なお巡回行列版の{\displaystyle M_{L}}セクション (訳注: 先頭と末尾の長さ(M-1)の区間？) の追加コストは、通常とても小さいので単純化のために無視できる。
FFTのブロック長 {\displaystyle N} の最適値は、{\displaystyle \log _{2}{M}\leq n\leq \log _{2}{N_{x}}} の範囲で動かして{\displaystyle C_{OA}\left(N=2^{n}\right)}の最小値を整数{\displaystyle n}を(数値的に)探す事で得られる。{\displaystyle N}が2の冪乗であれば、FFTを効率的に計算できる。{\displaystyle N}の値が定まれば、信号{\displaystyle \mathbf {x} }を最適に区切る区間長{\displaystyle L=N-M+1}が定まる。
比較のため、普通の巡回畳み込みの計算量も示しておく:
{\displaystyle C_{S}=N_{x}\left(\log _{2}N_{x}+1\right)\,}
したがって重畳加算法の計算量はほぼ {\displaystyle O(N_{x}\log _{2}{N})}でスケールし、他方、普通の巡回畳み込みの計算量はほぼ {\displaystyle O(N_{x}\log _{2}{N_{x}})}である。(訳注: {\displaystyle N>N_{x}}なので重畳加算法の方が計算量が多い事になってしまう。2つの計算量は要検証) しかしながら、この種の推計は複素数乗算の計算量だけ考慮しており、アルゴリズムに関わる他の処理は度外視している。各アルゴリズムに要する計算時間の直接測定こそ、より大きな関心事である。
図2に、式1による標準的な巡回畳み込みの計算時間と、アルゴリズム 2の形の重畳加算法による同様な畳み込みの計算時間の比を示す; 縦軸は信号長{\displaystyle N_{x}}の対数表示、横軸はフィルタ長{\displaystyle N_{h}=M}の対数表示で、計算時間の比を等高線で示している。両アルゴリズムはMatlabで実装した。青い太線は、重畳加算法の方が標準巡回畳み込みより速い(比>1)領域の境界線である。このケースでは重畳加算法は標準的手法より最大約3倍高速だった。

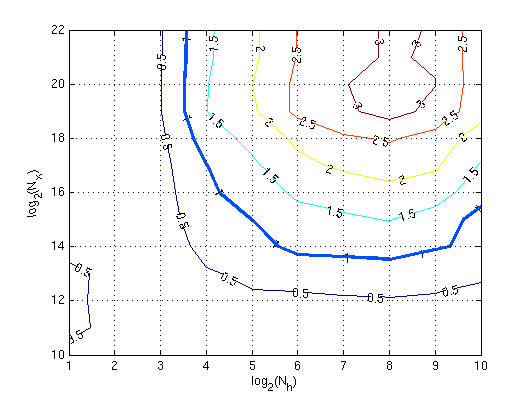
図2: (式1)の計算時間と、重畳加算法アルゴリズム 2の計算時間の比; 縦軸は信号長の対数表示、横軸はフィルタ長の対数表示